# Germain Gilson
Pour les articles homonymes, voir Gilson.
Germain Emile Gilson, né le 18 mai 1906 à Orgeo et mort le 7 août 1965 à Izel est un homme politique libéral belge.
Gilson fut industriel.
Il fut élu conseiller communal, échevin et bourgmestre d'Izel ; conseiller provincial de la province de Luxembourg ; sénateur des arrondissements de la province de Luxembourg (1954-1961 ; 1965-1968) et sénateur coopté) (1961-1965).